# Mark McNamara
Mark Robert McNamara (San José, California, 8 de junio de 1959- 27 de abril de 2020) fue un jugador de baloncesto estadounidense que jugó 8 temporadas en la NBA, además de hacerlo en la liga ACB y ocasionalmente en la CBA. Con 2,11 metros de altura, jugaba en la posición de pívot.

## Trayectoria deportiva

### Universidad
Jugó dos temporadas con los Broncos de la Universidad de Santa Clara, donde coincidió con Kurt Rambis y donde no encontró el ambiente que el quería, por lo que fue transferido a los Golden Bears de la Universidad de California en Berkeley. En el total de su carrera como universitario promedió 16,4 puntos y 9,1 rebotes por partido. Fue el primer jugador de la historia de los Bears en anotar más de 1.000 puntos en sus dos primeras temporadas, siendo elegido además en el mejor quinteto de la Pacific Ten Conference en su temporada sénior. En esa última temporada lideró la Pac-10 en puntos, con 22 por partido, rebotes, con 12,6, y porcentaje de tiros de campo, con un 70,2% de acierto. Solo dos hombre lo habían conseguido hasta ese momento en la historia de la conferencia: Lew Alcindor en 1968 y Bill Walton en 1972.

### Profesional
Fue elegido en la vigésimo segunda posición del Draft de la NBA de 1982 por Philadelphia 76ers, donde contó con muy poquitos minutos como suplente de Moses Malone, acabando el año con unos promedios de 2,2 puntos y 2,1 rebotes por partido, lo que no le impidieron proclamarse campeón de la NBA, tras derrotar a los Lakers en la final.
Al año siguiente fue traspasado a San Antonio Spurs a cambio de una futura segunda ronda del draft. Tras una temporada y media que pasó sin pena ni gloria, fue de nuevo traspasado, esta vez a Kansas City Kings, a cambio de Billy Knight. No contó con la confianza de su entrenador, por lo que fue traspasado a Milwaukee Bucks, quienes lo despidieron antes del comienzo de la liga. Tras un fugaz paso por el Caja de Ronda de la Primera B, regresó a los Sixers, fichando como agente libre, para dar minutos de descanso a Tim McCormick, función que repetiría dos años más tarde en Los Angeles Lakers con Kareem Abdul Jabbar. Antes del comienzo de la temporada 1990-91 fue traspasado a Orlando Magic a cambio de Sidney Green, pero solo llegó a jugar dos partidos antes de ser cortado.
Probó de nuevo la aventura europea, fichando por el Juver Murcia, donde jugó 7 partidos, además de otros 4 de play-offs, promediando más de 20 puntos y 12 rebotes por partido. Se fijó en él entonces el Real Madrid, jugando la temporada 1991-92 durante 10 partidos en un equipo dirigido por George Karl, y después por Clifford Luyk.
Al año siguiente regresaría a Estados Unidos, jugando 5 partidos con los Rapid City Thrillers de la CBA, tras los cuales se retiraría definitivamente.

## Estadísticas de su carrera en la NBA
|  | Denota temporada en la que fue Campeón de la NBA |

### Temporada regular
| Año     | Equipo            | PJ  | PT | MPP  | %TC  | %3P | %TL  | RPP | APP | ROB | TPP | PPP |
| ------- | ----------------- | --- | -- | ---- | ---- | --- | ---- | --- | --- | --- | --- | --- |
| 1982-83 | Philadelphia      | 36  | 2  | 5.2  | .453 | –   | .444 | 2.1 | .2  | .1  | .1  | 2.2 |
| 1983-84 | San Antonio       | 70  | 3  | 14.8 | .621 | –   | .471 | 4.5 | .4  | .2  | .2  | 5.5 |
| 1984-85 | San Antonio       | 12  | 0  | 5.3  | .667 | –   | .500 | 1.4 | .0  | .2  | .1  | 2.8 |
| 1984-85 | Kansas City Kings | 33  | 0  | 6.4  | .483 | –   | .523 | 1.7 | .2  | .2  | .2  | 2.4 |
| 1986-87 | Philadelphia      | 11  | 1  | 10.3 | .467 | –   | .368 | 3.3 | .2  | .1  | .0  | 3.2 |
| 1987-88 | Philadelphia      | 42  | 18 | 13.8 | .391 | –   | .727 | 3.7 | .4  | .1  | .3  | 3.6 |
| 1988-89 | L.A. Lakers       | 39  | 0  | 8.2  | .500 | –   | .628 | 2.6 | .3  | .1  | .1  | 2.9 |
| 1989-90 | L.A. Lakers       | 33  | 1  | 5.8  | .442 | –   | .650 | 1.9 | .1  | .1  | .0  | 3.1 |
| 1990-91 | Orlando           | 2   | 0  | 6.5  | .000 | –   | –    | 2.0 | .0  | .0  | .0  | .0  |
| Total   | Total             | 278 | 25 | 9.7  | .512 | –   | .548 | 3.0 | .3  | .1  | .1  | 3.5 |

### Playoffs
| Año   | Equipo       | PJ | PT | MPP | %TC   | %3P | %TL  | RPP | APP | ROB | TPP | PPP |
| ----- | ------------ | -- | -- | --- | ----- | --- | ---- | --- | --- | --- | --- | --- |
| 1983  | Philadelphia | 2  | 0  | 1.0 | 1.000 | –   | –    | .5  | .0  | .0  | .0  | 2.0 |
| 1987  | Philadelphia | 1  | 0  | 2.0 | 1.000 | –   | –    | 1.0 | .0  | .0  | .0  | 2.0 |
| 1989  | L.A. Lakers  | 3  | 0  | 2.3 | .500  | –   | .500 | .3  | .0  | .0  | .0  | 1.0 |
| 1990  | L.A. Lakers  | 2  | 0  | 2.5 | .250  | –   | –    | .5  | .0  | .0  | .0  | 1.0 |
| Total | Total        | 8  | 0  | 2.0 | .556  | –   | .500 | .5  | .0  | .0  | .0  | 1.4 |

## Star Wars
Cuando llegó a jugar a la liga española, muchos medios de comunicación publicaron la noticia de que McNamara había interpretado el papel de Chewbacca en la película El Imperio contraataca de la saga Star Wars, pero lo que en realidad ocurrió es que el actor que daba vida al personaje, Peter Mayhew, cayó enfermo, y el director mandó buscar un sustituto para poder continuar el rodaje, contratando a McNamara. La interpretación de este no gustó nada al director, Irvin Kershner, quien descartó todas las escenas rodadas por el jugador de baloncesto, teniendo que volverse a rodar con su actor original.

## Fallecimiento
Tras varios años con problemas de salud, cardíacos y respiratorios, falleció a los sesenta años el 27 de abril de 2020 a causa de una insuficiencia cardíaca.